# Big Country
Big Country es una banda de rock formada en Escocia en 1981 por Stuart Adamson. Además de Adamson en las vocales y la guitarra la banda estaba integrada por los guitarristas Bruce Watson y Clive Parker, el bajista Tony Butler y Mark Brzezicki en la batería.
El grupo lanzó el sencillo Harvest Home, seguido por Fields of Fire, que llegó al Top 10 en Inglaterra. El álbum The Crossing (1983), resultaba único por los arreglos de guitarras de inspiración celta y fue platino en el Reino Unido y disco de oro en los Estados Unidos. Su último álbum, Come Up Screaming, se editó en 2000. Al año siguiente, Adamson apareció muerto en la habitación de un hotel en Hawái. 
El gran éxito de la banda fue el sencillo "In A Big Country" del álbum "The Crossing", aunque Big Country nunca alcanzó el éxito como la mayoría de los grupos de la escena de los años 1980, actualmente Big Country es considerado un grupo de culto en la escena del rock.
El grupo continúa en activo, a pesar del fallecimiento de Stuart Adamson a causa del suicidio.

## Discografía

### Álbumes de estudio
| Año                                    | Detalles del Álbum                                       | Mejor posición en la lista | Mejor posición en la lista | Mejor posición en la lista | Mejor posición en la lista | Mejor posición en la lista | Mejor posición en la lista | Certificaciones (ventas)        |
| Año                                    | Detalles del Álbum                                       | R.U.                       | SUE                        | NZ                         | NOR                        | SUI                        | EE. UU.                    | Certificaciones (ventas)        |
| -------------------------------------- | -------------------------------------------------------- | -------------------------- | -------------------------- | -------------------------- | -------------------------- | -------------------------- | -------------------------- | ------------------------------- |
| 1983                                   | The Crossing - Discográfica: Mercury Records             | 3                          | 17                         | 8                          | —                          | —                          | 18                         | - Certificación en EE. UU.: Oro |
| 1984                                   | Steeltown - Discográfica: Mercury Records                | 1                          | 28                         | 15                         | 12                         | —                          | 72                         | - Certificación en RU: Oro      |
| 1986                                   | The Seer - Discográfica: Mercury Records                 | 2                          | 16                         | 7                          | 14                         | 15                         | 59                         | - Certificación en RU: Oro      |
| 1988                                   | Peace in Our Time - Discográfica: Reprise Records        | 9                          | 25                         | —                          | —                          | —                          | 160                        | - Certificación en RU: Plata    |
| 1991                                   | No Place Like Home - Discográfica: Vertigo Records       | 28                         | —                          | —                          | —                          | —                          | —                          |                                 |
| 1993                                   | The Buffalo Skinners - Discográfica: Fox Records         | 25                         | —                          | —                          | —                          | —                          | —                          |                                 |
| 1995                                   | Why the Long Face? - Discográfica: Transatlantic Records | 48                         | —                          | —                          | —                          | —                          | —                          |                                 |
| 1999                                   | Driving to Damascus - Discográfica: Track Records        | —                          | —                          | —                          | —                          | —                          | —                          |                                 |
| "—" indica que no entró en las listas. |                                                          |                            |                            |                            |                            |                            |                            |                                 |

### EP
| Año  | Detalles del Álbum                         | Mejor posición en lista |
| Año  | Detalles del Álbum                         | EE. UU.                 |
| ---- | ------------------------------------------ | ----------------------- |
| 1984 | Wonderland - Discográfica: Mercury Records | 65                      |

### Sencillos
| 1982                                   | "Harvest Home"                     | 91 | —  | —  | —  | —  | —  | —  | —  | The Crossing         |
| 1983                                   | "Fields of Fire (400 Miles)"       | 10 | 26 | —  | —  | 52 | —  | —  | —  | The Crossing         |
| 1983                                   | "In a Big Country"                 | 17 | 34 | —  | —  | 17 | —  | 3  | 3  | The Crossing         |
| 1983                                   | "Chance"                           | 9  | —  | 18 | —  | —  | —  | —  | —  | The Crossing         |
| 1984                                   | "Wonderland"                       | 8  | —  | —  | —  | 86 | —  | 48 | —  | Wonderland           |
| 1984                                   | "East of Eden"                     | 17 | 49 | —  | —  | —  | —  | —  | —  | Steeltown            |
| 1984                                   | "Where the Rose Is Sown"           | 29 | —  | —  | —  | —  | —  | —  | —  | Steeltown            |
| 1985                                   | "Just a Shadow"                    | 26 | —  | —  | —  | —  | —  | —  | —  | Steeltown            |
| 1986                                   | "Look Away"                        | 7  | 11 | 14 | 18 | —  | —  | 5  | —  | The Seer             |
| 1986                                   | "The Teacher"                      | 28 | —  | —  | —  | —  | —  | —  | —  | The Seer             |
| 1986                                   | "One Great Thing"                  | 19 | —  | —  | —  | —  | —  | —  | —  | The Seer             |
| 1986                                   | "Hold the Heart"                   | 55 | —  | —  | —  | —  | —  | —  | —  | The Seer             |
| 1988                                   | "King of Emotion"                  | 16 | —  | —  | —  | —  | 11 | 20 | 90 | Peace in Our Time    |
| 1988                                   | "Broken Heart (Thirteen Valleys)"  | 47 | —  | —  | —  | —  | —  | —  | —  | Peace in Our Time    |
| 1989                                   | "Peace in Our Time"                | 39 | —  | —  | —  | —  | —  | —  | —  | Peace in Our Time    |
| 1990                                   | "Save Me"                          | 41 | —  | —  | —  | —  | —  | —  | —  | Non-album song       |
| 1990                                   | "Heart of the World"               | 50 | —  | —  | —  | —  | —  | —  | —  | Non-album song       |
| 1991                                   | "Republican Party Reptile"         | 37 | —  | —  | —  | —  | —  | —  | —  | No Place Like Home   |
| 1991                                   | "Beautiful People"                 | 72 | —  | —  | —  | —  | —  | —  | —  | No Place Like Home   |
| 1993                                   | "Alone"                            | 24 | —  | —  | —  | —  | —  | —  | —  | The Buffalo Skinners |
| 1993                                   | "Ships (Where Were You)"           | 29 | —  | —  | —  | —  | —  | —  | —  | The Buffalo Skinners |
| 1993                                   | "The One I Love"                   | —  | —  | —  | —  | —  | 17 | 34 | —  | The Buffalo Skinners |
| 1995                                   | "I'm Not Ashamed"                  | 69 | —  | —  | —  | —  | —  | —  | —  | Why the Long Face?   |
| 1995                                   | "You Dreamer"                      | 68 | —  | —  | —  | —  | —  | —  | —  | Why the Long Face?   |
| 1999                                   | "Fragile Thing" (con Eddie Reader) | 69 | —  | —  | —  | —  | —  | —  | —  | Driving to Damacus   |
| "—" indica que no entró en las listas. |                                    |    |    |    |    |    |    |    |    |                      |